# Магдзинский, Феофил
Феофил Магдзинский (13 октября 1818, Шамотулы — 1 февраля 1889, Збоншинь) — юрист, заговорщик, демократический активист в изгнании, участник Великопольского восстания 1846, Весны народов, Январского Восстания, польский политик, представитель польского населения в Рейхстаге и муниципальных властях города Быдгощ, где он был неустанным защитником польской культуры.